# هلفيلة درنية
هلفيلة درنية (الاسم العلمي: Helvella tuberosa) هي نوع من الفطريات يتبع جنس الهلفيلة من الفصيلة الهلفيلية.